# 시모네 파도인
시모네 파도인(이탈리아어: Simone Padoin, 1984년 3월 18일 ~ )는 주로 미드필더나 윙백으로 뛰었던 다재다능한 이탈리아 출신의 은퇴한 축구 선수이다.

## 클럽 경력

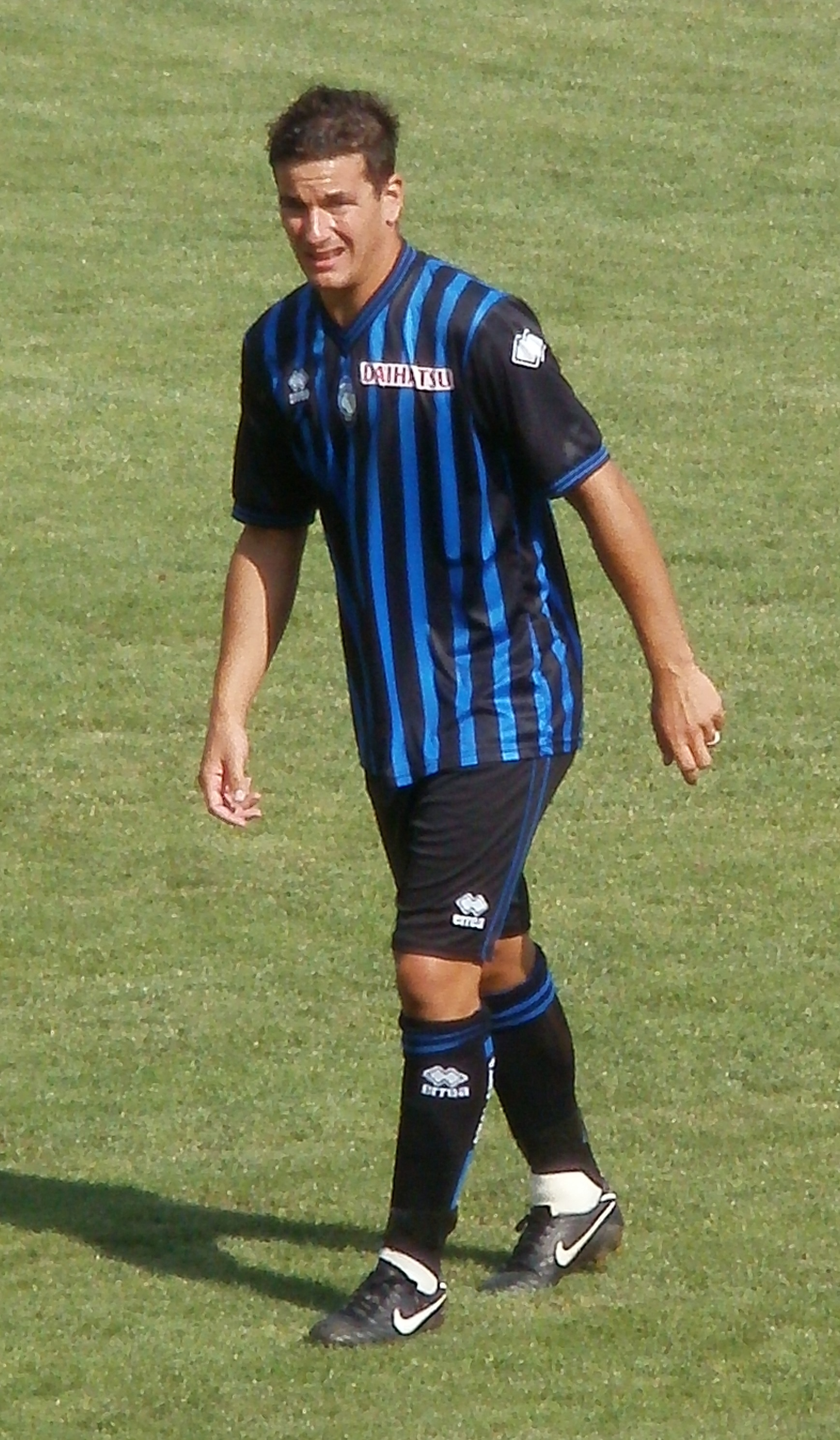
아탈란타 시절(2010) 파도인

아탈란타의 풍부한 유스 아카데미 출신인, 시모네 파도인은 공동소유계약(다비데 브리비오와의 교환)을 통하여 비첸차로 이적하였고, 1년뒤에 비첸차는 그의 소유권을 모두 사들였다. 2007–08 시즌이 시작할 무렵에, 파도인은 아탈란타가 비첸차에게 다시 그의 소유권을 전부 사들여 아탈란타로 돌아왔다. 2009년에 아탈란타와 2013년 6월까지의 3년 연장계약을 맺었다.
2009-2010 시즌이 끝나고나서, 유벤투스가 미국 투어를 위해 다른 선수 3명과 함께 그를 임대하였다. 그는 유벤투스의 프리시즌 몇 경기에 출전하였고, 아탈란타의 프리시즌 작업을 위해 다시 본 소속팀으로 복귀하였다.
2012년 1월 31일에 유벤투스가 5백만 유로의 가격으로 그를 영입하였다.
2012년 3월 17일에 파도인은 5-0으로 끝난 피오렌티나 원정 경기에서 팀의 5번째 골이자, 자신의 유벤투스 데뷔 첫골을 뽑아내었다.

## 수상 경력
아탈란타
- 세리에 B: (1) 2010-11

유벤투스
- 세리에 A: (2회) 2011–12, 2012–13
- 수페르코파 이탈리아나 (2회) 2012, 2013
- 코파 이탈리아: 준우승 2012

## 통계
| 소속팀    | 리그      | 시즌      | 리그 | 리그 | 컵 대회1 | 컵 대회1 | 유럽클럽대항전2 | 유럽클럽대항전2 | 다른 컵 대회3 | 다른 컵 대회3 | 종합 | 종합 |
| 소속팀    | 리그      | 시즌      | 출전 | 득점 | 출전     | 득점     | 출전            | 득점            | 출전          | 득점          | 출전 | 득점 |
| --------- | --------- | --------- | ---- | ---- | -------- | -------- | --------------- | --------------- | ------------- | ------------- | ---- | ---- |
| 비첸차    | 세리에 B  | 2003-04   | 23   | 1    | 1        | –        | –               | –               | –             | –             | 24   | 1    |
| 비첸차    | 세리에 B  | 2004-05   | 31   | 0    | 3        | 0        | –               | –               | –             | –             | 34   | 0    |
| 비첸차    | 세리에 B  | 2005–06   | 35   | 1    | 0        | 0        | –               | –               | –             | –             | 35   | 1    |
| 비첸차    | 세리에 B  | 2006–07   | 37   | 4    | 1        | 0        | –               | –               | –             | –             | 38   | 4    |
| 합계 l    | 합계 l    | 합계 l    | 126  | 6    | 5        | 0        | –               | –               | –             | –             | 131  | 6    |
| 아탈란타  | 세리에 A  | 2007–08   | 31   | 3    | 1        | 1        | –               | –               | –             | –             | 32   | 4    |
| 아탈란타  | 세리에 A  | 2008–09   | 36   | 3    | 1        | 0        | –               | –               | –             | –             | 37   | 3    |
| 아탈란타  | 세리에 A  | 2009–10   | 36   | 2    | 1        | 0        | –               | –               | –             | –             | 37   | 2    |
| 아탈란타  | 세리에 B  | 2010–11   | 34   | 2    | 1        | 1        | –               | –               | –             | –             | 35   | 3    |
| 아탈란타  | 세리에 A  | 2011–12   | 19   | 0    | 1        | 0        | –               | –               | –             | –             | 20   | 0    |
| 합계      | 합계      | 합계      | 156  | 10   | 5        | 2        | –               | –               | –             | –             | 161  | 12   |
| 유벤투스  | 세리에 A  | 2011–12   | 6    | 1    | 1        | –        | –               | –               | –             | –             | 10   | 1    |
| 유벤투스  | 세리에 A  | 2012–13   | 20   | 0    | 2        | 0        | 3               | 0               | 1             | 0             | 26   | 0    |
| 유벤투스  | 세리에 A  | 2013–14   | 21   | 1    | 1        | 0        | 3               | 0               | 0             | 0             | 25   | 1    |
| 유벤투스  | 세리에 A  | 2014–15   | 25   | 0    | 5        | 0        | 4               | 0               | 1             | 0             | 35   | 0    |
| 유벤투스  | 세리에 A  | 2015–16   | 12   | 1    | 2        | 0        | 0               | 0               | 0             | 0             | 14   | 1    |
| 합계      | 합계      | 합계      | 84   | 3    | 11       | 0        | 10              | 0               | 2             | 0             | 107  | 3    |
| 경력 합계 | 경력 합계 | 경력 합계 | 361  | 19   | 21       | 2        | 10              | 0               | 2             | 0             | 394  | 21   |

1코파 이탈리아 포함.
2UEFA 챔피언스리그 포함.
3수페르코파 이탈리아나 포함.